# Volcom
Volcom est une marque de sport californienne basée à Costa Mesa, qui a vu le jour en 1991. Spécialisée dans les vêtements et accessoires de surf, skateboard et snowboard. La marque a pour slogan « La jeunesse contre l’ordre établi » (Youth Against Establishment).

## Histoire

### Origines
Volcom a été fondée par Richard Woolcott et Tucker Hall au début des années 1990 sur les principes d’indépendance, d’innovation et d’expérimentation[non neutre], faisant de celle-ci la première marque unifiée sur les segments du surf, skate et snow[réf. nécessaire].
Le nom Volcom a été composé à partir de la phrase « Value of life committee » (Comité de la valeur de la vie).
En 1995, en parallèle de ses collections, Volcom fonde son propre label de musique, dénommé Volcom Entertainment, qui signe des groupes tels que Pepper, Valient Thorr, Guttermouth, ou encore Birds of Avalon et Turbonegro[réf. nécessaire].
Le 29 juin 2005, Volcom devient une entité cotée en bourse, lorsque Wachovia Securities, DA Davidson et Piper Jaffray souscrivent une offre publique initiale sur le marché du NASDAQ.
Au début de l’année 2008, Electric, marque de référence dans le domaine des lunettes de soleil, masques de ski et accessoires rejoint la famille Volcom. Electric, fondée en 2000 à San Clemente, en Californie est reconnaissable à son logo en forme d’éclair et plonge ses racines dans l’action sport, la musique et la mode

### Développement et diversification
Le groupe PPR (devenu Kering en 2013) annonce le 2 mai 2011 l’acquisition de Volcom, une étape majeure dans le renforcement du Pôle Sport & Lifestyle du groupe. « Cela nous permettra de poursuivre notre expansion internationale tout en préservant les codes qui font l’intégrité de notre marque » expliquait Richard Woolcott, Président de Volcom lors de l’acquisition. Depuis ce rachat, Kering aide Volcom à se développer et à se diversifier. Le groupe apporte en effet son soutien à Volcom dans des domaines fonctionnels comme la stratégie, la finance, les ressources humaines, l’expertise commerce et le développement international.
Fort des synergies engagées, Volcom lance au mois de juin 2013 sa toute première collection de chaussures. La marque tient à fabriquer des chaussures de qualité avec des matériaux variés. Le style, la qualité et le confort sont les objectifs principaux de Volcom pour sa nouvelle ligne. 
« Pour concevoir cette collection, nous avons repris ce qui a fait le succès de nos chaussures ouvertes en offrant un style ultra tendance à d’excellents niveaux de prix. On retrouve dans de subtils détails au niveau des angles et le principe d’asymétrie un style fantaisie résolument Volcom » explique Jason Graham, Directeur Accessoires et Chaussures chez Volcom
En avril 2018, le groupe Kering cède la marque Volcom à l'entreprise américaine Authentic Brands Group (ABG),.

## Boutiques
La première boutique Volcom ouvre le 2 novembre 2002 à Los Angeles. Depuis, de nombreuses boutiques Volcom ont vu le jour dans le monde entier.
Les produits Volcom sont distribués dans des boutiques spécialisées indépendantes, des chaînes de magasins spécialisées et des grands magasins, ainsi que sur le site Volcom.com (US et Canada).
La société dispose également d’un réseau de distribution en progression, composé de nombreux magasins détenus en propre dans le monde. 
Volcom possède des boutiques en Europe, en Amérique du Nord ou encore par exemple en Indonésie, au Japon, en Afrique du Sud, en Australie ou en Amérique du Sud.

## Sponsors et promotions
Depuis 1995, Volcom propose aux artistes une plateforme afin que ces derniers  puissent s’expriment à travers la ligne de produits intitulée « Featured Artists ». 
Let the Kids Ride Free est une campagne Volcom visant à rendre les compétitions de skate, surf et snow gratuites afin que les jeunes puissent exercer leur talent et vivre une expérience unique.
Volcom s’est constitué une équipe d’athlètes internationaux masculins et féminins qui sont autant des images publicitaires représentatifs de la marque. Volcom parraine des ambassadeurs à travers trois sports, tels le surfeur Joan Duru, Dustin Dollin, Rune Glifberg ou Ryan Sheckler en skateboard, ou encore Arthur Longo et Terje Haakonsen en snowboard.